# Aída Parada
Aída Parada Hernández là một nhà giáo dục Chile, người đấu tranh vì nữ quyền, thành viên sáng lập của Movimiento Pro-Emancipación de las Mujeres de Chile (Phong trào ủng hộ phụ nữ Chile) (MEMCH) và là đại biểu Chile đầu tiên của Ủy ban phụ nữ liên Mỹ (CIM).

## Tiểu sử
Aída Parada Hernández được sinh ra vào tháng 10 năm 1903 tại Linares, Chile. Cha là Juan Parada và mẹ là Margarita Hernández. Cô đã hoàn thành chương trình giáo dục tiểu học và trung học ở Linares và sau đó theo học tại Trường thông thường Talca từ năm 1919 đến 1924, lấy bằng sư phạm. Cô cũng thành lập một trường học ở Linares dành cho người lớn. Sau khi nhận bằng thạc sĩ tại Trường thông thường Talca, cô đã dạy tại trường cũ của mình trong 3 năm. Sau đó vào năm 1930, cô nhận được học bổng nghiên cứu tại Đại học Columbia ở Manhattan và hoàn thành cả bằng Cử nhân Khoa học và Thạc sĩ Nghệ thuật trước khi trở về Chile.
Sau khi được thành lập (CIM) năm 1928, hội phụ nữ CIM quyết định gặp nhau hai năm một lần. Như vậy, cuộc họp đầu tiên được tổ chức tại Havana năm 1930. Các thành viên gồm, Flora de Oliveira Lima (Brazil), Aída Parada (Chile), Lydia Fernández (Costa Rica), Elena Mederos de González (Cuba), Gloria Moya de Jiménez (Dominican Republic), Irene de Peyré (Guatemala), Margarita Robles de Mendoza (Mexico), Juanita Molina de Fromen (Nicaragua), Clara González (Panama), Teresa Obregoso de Prevost (Peru), và Doris Stevens (Hoa Kỳ). Vì chính phủ một số quốc gia không tài trợ kinh phí để tham dự, chỉ có phụ nữ từ Cuba, Cộng hòa Dominican, Nicaragua, Panama, Hoa Kỳ và các đại biểu từ Alicia Ricode de Herrera (Colombia), MMe Fernand Dennis (Haiti), El Salvador by proxy và Cecilia Herrera de Olavarría (Venezuela) có mặt.
Vào năm 1935, một nhóm các người phụ nữ đã cùng nhau và thành lập Phong trào Giải phóng Phụ nữ Chile (tiếng Tây Ban Nha: Movimiento Pro-Emancipación de las Mujeres de Chile). Những người sáng lập bao gồm: Elena Caffarena, Flora Heredia, Evangelina Matte, Graciela Mandujano, Aída Parada, Olga Poblete, María Ramírez, Eulogia Román, Marta Vergara và Clara Williams de Yunge. Mục tiêu của họ là giải quyết những định kiến xã hội đã kìm hãm sự bình đẳng của phụ nữ trong thị trường lao động và giới thiệu phụ nữ nền chính trị quốc gia về các vấn đề liên quan đến sinh học, kinh tế, tư pháp và quyền chính trị cho phụ nữ. Từ năm 1935 đến 1952, cô là một trong những nhà nữ quyền cốt lõi làm việc với MEMCH và đại diện cho Chile tại các cuộc họp và hội nghị quốc tế.
Parada chết tại Santiago, Chile vào ngày 16 tháng 10 năm 1983.